# 드미트리 모로조프 (유도 선수)
드미트리 예브게니예비치 모로조프(러시아어: Дми́трий Евге́ньевич Моро́зов, 1974년 2월 24일~)는 러시아의 유도 선수, 지도자이다. 2000년 하계 올림픽 남자 미들급에 참가했으며 유럽 선수권 대회에서 동메달 1개(1998)를 획득했다.